# XXIII secolo
Il XXIII secolo (ventitreesimo secolo) è il secolo che inizia nell'anno 2201 e termina nell'anno 2300 incluso.

## Avvenimenti
- All'inizio del XXIII secolo Plutone supererà la traiettoria di Nettuno e, per 14 anni, sarà più vicino al Sole di Nettuno stesso. L'ultima volta è successo dal 1979 al 1999.
- 2221: Tripla congiunzione fra Marte e Saturno.
- 2 dicembre 2223: Alle 12:32 Marte oscurerà Giove.
- 2238-2239: Tripla congiunzione fra Giove e Saturno.
- 11 giugno 2247: Transito di Venere.
- 4 marzo 2251: Alle 10:52 Venere oscurerà Urano.
- 9 giugno 2255: Transito di Venere.
- 2279: Tripla congiunzione fra Giove e Saturno.